# ماتیو اتکینسون
ماتیو اتکینسون (انگلیسی: Matthew Atkinson؛ زادهٔ ۳۱ دسامبر ۱۹۸۸) یک هنرپیشه اهل ایالات متحده آمریکا است.

## گزیده فیلمشناسی
از فیلم‌ها یا برنامه‌های تلویزیونی که وی در آن نقش داشته‌است می‌توان به آثار زیر اشاره کرد.
- نقطه کور (فیلم ۲۰۰۹) (۲۰۰۹)
- سی‌اس‌آی (۲۰۱۰)
- جسور و زیبا (۲۰۱۹–اکنون)